# 塚本哲
塚本 哲（つかもと さとし、1942年11月21日 - ）は、日本のグラフィックデザイナー。熊本県人吉市出身、日本デザインスクール卒。

## 略歴
1972年 - 1999年、広告代理店（株）マッキャンエリクソン博報堂（現マッキャンエリクソン）勤務、アソシエイトクリェイティブディレクター務める。時代とともに広告のあり方も変化し、日本コカ・コーラ社などのテレビ広告や銀座の三愛ドリームセンタービル広告など様々な企業広告から、国土交通省/農林水産省や国連難民高等弁務官事務所などの公共性の高い広告・広報活動に幅広く参加・参画してきている。

## 主な作品
- 東京国際フォーラム：和英総合案内カタログ/パンフレットほか（1996 - 継続）
- UNHCR 国連アジア・アフリカ難民救援キャンペーン/交通広告ポスターほか（1998 - 継続）
- R・I ジャパン（国際難民奉仕会）東京駅丸の内ホールイベント、駅貼りポスターほか（1999 - ）
- 松下政経塾：駅貼り連作ポスター/案内カタログほか（2000 - ）
- 農林水産省/国土交通省「わが村は美しく - 北海道」運動：シンボルマーク/ポスター/カタログ/パンフレットほか（2002 - 継続）
- SGI創価学会インタナショナル：英文広報誌　表紙/中面デザイン（1999 - 2012）
- 創価学会：月刊広報誌　表紙/中面デザイン（1994 - 2014）
- UR八王子住宅公団他：街づくりトータル企画/イベント/CM/総合案内カタログ・駅貼りポスター/新聞広告ほか（2000 - ）
- 特攻慰霊勇士の像：特攻勇士の像デザイン（2008 - 継続）
- 福井新聞社 シンボルマークデザイン（社章）（1998 - ）
- 全国土地改良事業団体連合会（愛称：水土里ネット）シンボルマーク（1998 - ）
- 映画「蕨野行」に「日本の原風景を映像で考える会」理事として参画、芥川賞作家村田喜代子の作品映画化

## 受賞歴
- 福井新聞社創立100周年社章公募展　グランプリ受賞（1998年）
- UNHCR「アジア・アフリカ難民救援キャンペーン」ポスター/NewYorkDesignFESTA/ 銅賞（1999年）
- R・Iジャパン（国際難民奉仕会）「難民の子供達に光を」ポスター/NewYorkDesignFESTA/ 銀賞（1999年）
- 日本コカ・コーラ社 （銀座4丁目三愛ドリームビル屋上）日本サインデザイン協会展/ 準優秀賞（1999年）
- 日本コカ・コーラ社パッケージデザイン/ジャパンスター賞（1999年）
- 日本コカ・コーラ社ディスプレイ/POPAI JAPAN展　金賞（1999年）
- UR（住宅・都市整備公団）八王子ニュータウンポスター/優秀賞（2000年）